# Pierre de Nyert
Pierre de Nyert   (Baiona, 1597 - París, 12 de febrer de 1682) fou un mestre de música francès.
Primer valet de cambra de Lluís XIII i Lluís XIV, va ser enviat a Roma per a perfeccionar la seva formació. Dels italians aprèn el respecte per la prosòdia natural, la bona dicció i la posta en valor de les paraules, però seguint el gust francès amb bon resultat l'art d'entreteixir tots aquests elements conservant una declamació justa i refinada.
Tingué per alumnes a Marie-Françoise Certain, Michel Lambert, Anne de La Barre, Mademoiselle Hilaire i, probablement, a Bacilly.
Pierre de Nyert fou un valet privat, títol més aviat honorífic, però que li permetia informacions i brames, incloent aquells que tingueren la desgracia de no ser de la seva agrada.